# ISO 3166-2:YT
Artículo principal: ISO 3166-2
ISO 3166-2:YT es el código para Mayotte en ISO 3166-2, parte del patrón de normalización ISO 3166 publicado por la Organización Internacional de Normalización (ISO), que define los códigos para los nombres de las principales subdivisiones (regiones, provincias, etc) de todos los países codificados en ISO 3166-1.
En la actualidad, no no hay códigos ISO 3166-2 definidos en la entrada para Mayotte.
Mayotte, un territorio de ultramar de Francia, tiene oficialmente asignado el código YT en ISO 3166-1 alfa-2. Además, tiene también asignado el código FR-YT en ISO 3166-2 bajo la entrada para Francia.